# Kay Lütgens
Kay Lütgens (* 1957) ist ein deutscher Rechtsanwalt, Fachbuchautor und Fortbildungsreferent zu Fragen des Betreuungsrechtes. Er ist als Justiziar beim Bundesverband der Berufsbetreuer/innen in Hamburg tätig.

## Werke
- Herausgeber des Heidelberger Kommentars zum Betreuungs- und Unterbringungsrecht (mit Axel Bauer und Thomas Klie), C.F. Müller Verlag, Heidelberg, ISBN 978-3-8114-2270-4
- Die Vergütung des Betreuers, Bundesanzeiger-Verlag, Köln 1999, Neuauflagen 2000, 2002, 2005, 2008, 2012, 2019 (mit Horst Deinert), ISBN 978-3846208410
- Die Haftung des Betreuers, Bundesanzeiger-Verlag, Köln 2004, Neuauflagen 2007, 2017 (mit Horst Deinert, Sybille Meier), ISBN 978-3-89817-594-4
- Zivil- und Zivilprozessrecht für Betreuer (mit Dagmar Brosey), Bundesanzeiger-Verlag, Köln 2006, ISBN 978-3-89817-541-8
- Textsammlung Betreuungsrecht, Bundesanzeiger-Verlag, Köln 2016 (7. Auflage), ISBN 978-3-8462-0089-6
- Diverse Zeitschriftenbeiträge; insbesondere in der BtPrax und der Verbandszeitschrift des BdB (bdb-aspekte)

| Personendaten    | Personendaten                            |
| ---------------- | ---------------------------------------- |
| NAME             | Lütgens, Kay                             |
| KURZBESCHREIBUNG | deutscher Fachbuchautor und Rechtsanwalt |
| GEBURTSDATUM     | 1957                                     |